# Vilma Glücklich
Vilma Glücklich, född 1872, död 1927, var en ungersk rösträttsaktivist. Hon spelade en ledande roll inom rörelsen för rösträtt för kvinnor i sitt land. 